# Addicts: Black Meddle Pt. II
Addicts: Black Meddle Pt. II – piąty album studyjny amerykańskiej grupy muzycznej Nachtmystium. Wydawnictwo ukazało się w czerwcu 2010 roku nakładem wytwórni muzycznych Century Media Records i Candlelight Records.
Gościnnie w nagraniach wzięli udział wokalista Bruce Lamont znany z grupy Yakuza oraz Russ Strahan z formacji Pentagram, który zagrał partie solowe na gitarze elektrycznej. W ramach promocji do utworu „Every Last Drop” został zrealizowany teledysk który wyreżyserowali Seldon Hunt i Jimmy Hubbard.

## Lista utworów
Opracowano na podstawie materiału źródłowego.
1. „Cry for Help” – 1:33
2. „High on Hate” – 3:36
3. „Nightfall” – 3:21
4. „No Funeral” – 5:39
5. „Then Fires” – 5:44
6. „Addicts” – 4:24
7. „The End Is Eternal” – 7:03
8. „Blood Trance Fusion” – 3:30
9. „Ruined Life Continuum” – 4:41
10. „Every Last Drop” – 8:30

| Japanese Edition |
| --- |
| 1. „Cry for Help” - 1:33 2. „High on Hate” - 3:36 3. „Nightfall” - 3:21 4. „No Funeral” – 5:39 5. „Then Fires” – 5:44 6. „Addicts” – 4:24 7. „The End Is Eternal” – 7:03 8. „Blood Trance Fusion” – 3:30 9. „Ruined Life Continuum” – 4:41 10. „Every Last Drop” – 8:30 11. „Every Last Drop” (James Plotkin Remix) – 9:23 |

## Twórcy
Opracowano na podstawie materiału źródłowego.
| - Blake Judd – gitara rytmiczna, gitara prowadząca, wokal prowadzący - Jeff Wilson – gitara rytmiczna, gitara prowadząca - Will Lindsay – gitara basowa, gitara rytmiczna, gitara prowadząca, wokal wspierający - Sanford Parker – instrumenty klawiszowe, inżynieria dźwięku, miksowanie - Jeff „Wrest” Whitehead – perkusja, instrumenty perkusyjne - Chris Black – instrumenty klawiszowe, programowanie, gitara, wokal wspierający, słowa - Bruce Lamont – wokal (utwór „Every Last Drop”) | - Russ Strahan – gitara prowadząca (utwór „Macrocosmic”) - Matt Johnsen – gitara prowadząca (utwór „Macrocosmic”) - Collin Jordan – mastering - Derek Lea – okładka, oprawa graficzna - Seldon Hunt – dizajn - Kari Bauce – makijaż - Jimmy Hubbard – zdjęcia |

## Wydania
| Rok  | Nr katalogowy | Format           | Wytwórnia             | Region            | Źródło |
| ---- | ------------- | ---------------- | --------------------- | ----------------- | ------ |
| 2010 | 8689-2        | CD, Album        | Century Media Records | Stany Zjednoczone | [ 1 ]  |
| 2010 | 8689-1        | 2xLP, Album, Ltd | Century Media Records | Stany Zjednoczone | [ 1 ]  |
| 2010 | DYMC-128      | CD, Album        | Daymare Recordings    | Japonia           | [ 1 ]  |
| 2010 | CANDLE303CD   | CD, Album        | Candlelight Records   | Wielka Brytania   | [ 1 ]  |